# Georgina Ebrí i Rodríguez
Georgina Ebrí i Rodríguez   (Tortosa, 1986) és una diplomada en infermeria per la Universitat Rovira i Virgili (URV) (2007) i diputada al Parlament de Catalunya (13a legislatura) pel Partit dels Socialistes de Catalunya.
Té postgraus en infermeria de salut mental per la Universitat Autònoma de Barcelona (2008), en intervencions psicosocials d'infermeria (2009), i en infermeria quirúrgica per la URV (2010). Grau en fisioteràpia per la Universitat de Girona (2014). Màster internacional en educació i teràpia psicomotriu per la URV (2016). Ha treballat d'infermera de salut mental a la Unitat Polivalent Terres de l'Ebre de la Fundació Pere Mata des del 2007. Regidora de l'Ajuntament de Roquetes des del 2019. Membre de l'executiva de la Federació de les Terres de l'Ebre del PSC com a secretària de Polítiques Socials i Igualtat i secretària de Polítiques Feministes.